# Sly Stone
Sly Stone wł. Sylvester Stewart (ur. 15 marca 1943 w Denton, zm. 9 czerwca 2025 w Los Angeles) – amerykański muzyk, autor tekstów, producent muzyczny.

## Życiorys
Sly Stone był frontmanem Sly and the Family Stone, odgrywając kluczową rolę w rozwoju psychodelicznego soulu i funku dzięki swojej pionierskiej fuzji soulu, rocka, psychodelii i gospel w latach 60. i 70. XX wieku. AllMusic stwierdził, że „James Brown wynalazł funk, ale Sly Stone go udoskonalił” i przypisał mu „stworzenie serii euforycznych, ale naładowanych politycznie płyt, które wywarły ogromny wpływ na artystów ze wszystkich środowisk muzycznych i kulturowych”. Crawdaddy! uznał go za założyciela ruchu „postępowej duszy”.
Urodzony w Denton w Teksasie i wychowany w mieście Vallejo w północnej Kalifornii w Bay Area, Stone już w młodym wieku opanował kilka instrumentów i jako dziecko wykonywał muzykę gospel ze swoim rodzeństwem (i przyszłymi członkami zespołu) Freddiem i Rose. W połowie lat 60. pracował zarówno jako producent muzyczny dla Autumn Records, jak i disc jockey dla stacji radiowej KDIA w San Francisco. W 1966 roku Stone i jego brat Freddie połączyli swoje zespoły, tworząc Sly and the Family Stone, zintegrowany rasowo zespół mieszany płci. Grupa nagrała takie hity, jak „Dance to the Music” (1968), „Everyday People” (1968), „Thank You (Falettinme Be Mice Elf Agin)” (1969), „I Want to Take You Higher” (1969), „Family Affair” (1971) i „If You Want Me to Stay” (1973) oraz uznane albumy, w tym Stand! (1969), There’s a Riot Goin’ On (1971) i Fresh (1973).
W połowie lat 70. zażywanie narkotyków i nieobliczalne zachowanie Stone’a skutecznie zakończyły działalność grupy, pozostawiając go z nagraniem kilku nieudanych solowych albumów. Koncertował lub współpracował z takimi artystami jak Parliament-Funkadelic, Bobby Womack i Jesse Johnson. W 1993 roku jako członek grupy został wprowadzony do Rock and Roll Hall of Fame. Wziął udział w hołdzie dla Sly and the Family Stone podczas rozdania nagród Grammy w 2006 roku, co było jego pierwszym występem na żywo od 1987 roku.
Wydał swoją autobiografię „Thank You” (Falettinme Be Mice Elf Agin) w 2023 roku.
Zmarł w 9 czerwca 2025 roku w Los Angeles w wieku 82 lat.